# 季赫溫
59°38′N 33°31′E / 59.633°N 33.517°E
季赫溫 （俄语：Ти́хвин）是俄羅斯列寧格勒州東部的一個城市，位於夏西河畔。2002年人口63,331人。
1383年首見於文獻，1773年建城。
俄罗斯作曲家尼古拉·安德烈耶维奇·里姆斯基-科萨科夫生于季赫温。其故居已改作博物馆。

## 友好城市
- 法國 埃鲁维尔圣克莱尔